# Hall d'immeuble

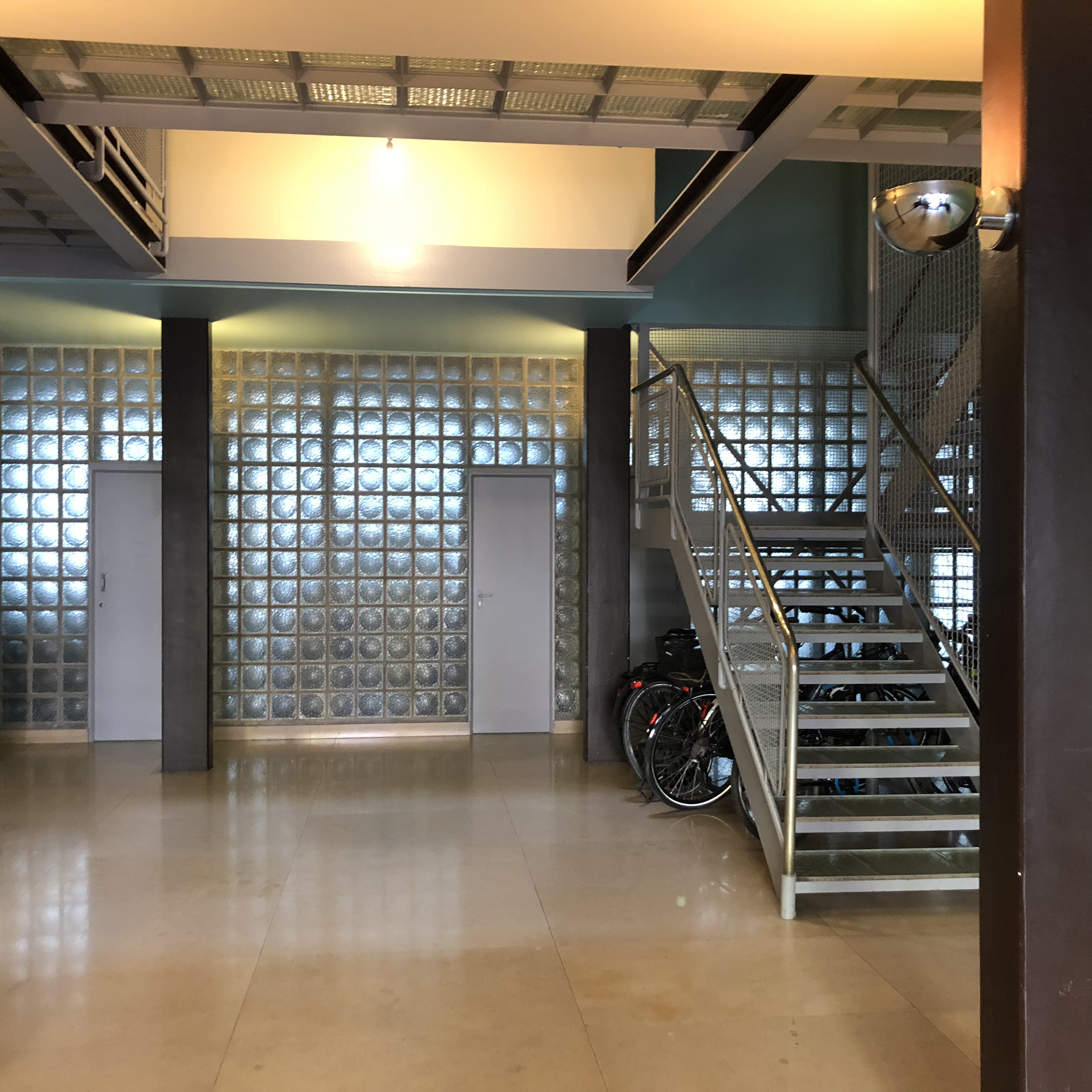
Hall d'immeuble

Un hall d'immeuble, quelquefois dénommé hall d'entrée d'immeuble, est un espace privé situé à l'entrée d'un bâtiment généralement résidentiel d'une copropriété. À l'instar des escaliers, paliers et des ascenseurs, il s'agit d'une partie commune de la copropriété par opposition aux parties privatives.
Lorsqu'il s'agit d'un bâtiment ou d'une maison appartenant à un particulier, le terme de vestibule est généralement utilisé. Le simple terme de « hall » est plutôt indiqué pour désigner les vastes entrées qui composent les gares ferroviaires, les gares routières (hall de gare) ou celles des bâtiments administratifs (hall d'accueil).

## Présentation

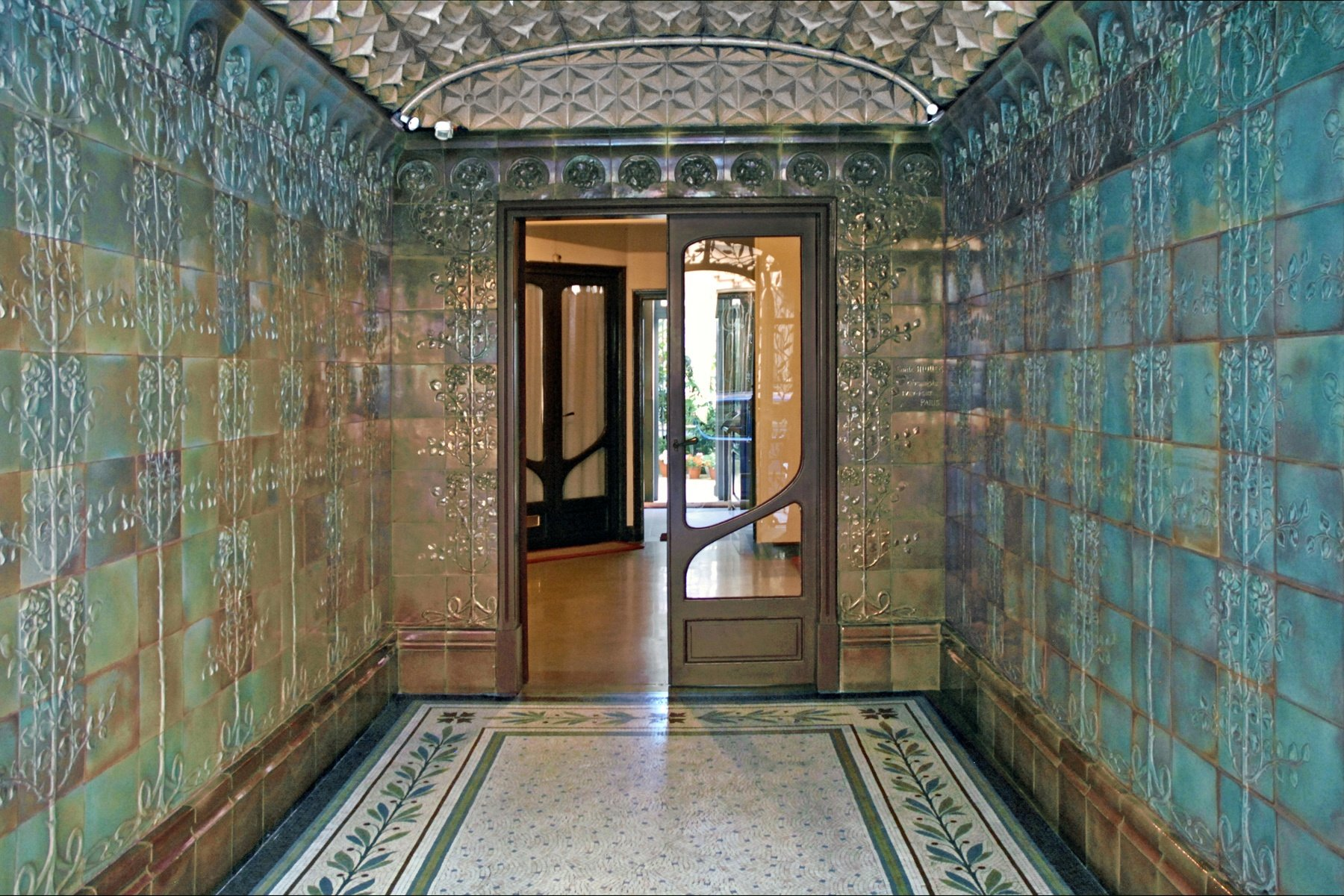
Hall d'entrée d'un immeuble en style art nouveau à Paris (Immeuble Les Chardons)

Le hall d'entrée d'immeuble (ou plus simplement « hall d'immeuble ») est une des « parties communes générales » d’un immeuble (désignant les parties et éléments du bâtiment n’étant pas dévolus à l’usage exclusif des copropriétaires). Ce lieu sert généralement d'entrée principale afin de gagner d'autres parties communes ou des parties privatives (logements, boxes ou parkings, caves) de l'immeuble.
Un hall d'immeuble dans lequel on pénètre après avoir passé la porte d'entrée peut comprendre l'ensemble des boites aux lettres des résidents et être contigu à la cage d'escalier, la cage d'ascenseur et la loge du concierge, sinon à un local d'entretien. Il peut également permettre l'accès à une cour intérieure.
Certains halls d'immeuble sont relativement anciens ou richement décorés et peuvent être protégés, voire classés ou inscrits au titre des monuments historiques à l'instar du vestibule d'entrée et la cage d'escalier de l'immeuble Les Chardons, style art nouveau, situé dans le 16e arrondissement de Paris ou du hall d'entrée avec pavement de mosaïque de l'immeuble Les Arums, également du même style, et situé dans le 7e arrondissement de Paris.
Le passage cocher (qui a donné son nom à la porte cochère) correspond à une baie dans la façade d'un bâtiment ancien, créée pour laisser passer un coche (véhicule hippomobile), la plupart de ces entrées ayant été réaménagées en hall d'immeuble ouvert ou fermé, selon le type de réhabilitation.

## Cadre juridique
En France, ce type de lieu est défini par la loi n° 65-557 du 10 juillet 1965. Dans ce même pays, un attroupement ou l'occupation d'un hall d'immeuble par plusieurs personnes qui empêchent ainsi délibérément la libre circulation des résidents est un délit qui peuvent être punies d'une amende, voire d'une peine d'emprisonnement ferme.
L’installation de la vidéosurveillance dans un hall d'immeuble nécessite l'accord de la majorité des copropriétaires de la résidence. Si le système de surveillance vidéo est installé dans des lieux non ouverts au public (sas permettant l’accès limité à des personnes détenant une clé ou possédant un code), une simple déclaration préalable à la Cnil est nécessaire (en cas d'enregistrement) mais si, en revanche, le hall d’entrée n’est pas muni d’un digicode, le dispositif doit faire l’objet d’une autorisation préfectorale,.

## Dans la culture populaire

### Au cinéma

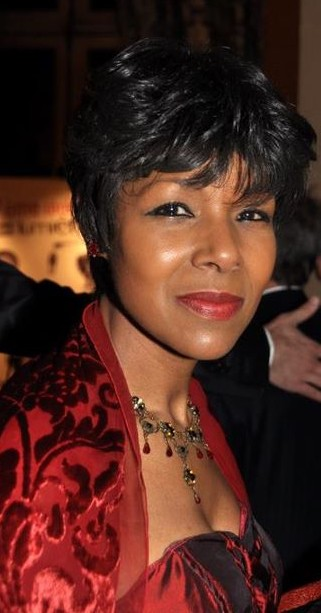
La réalisatrice Euzhan Palcy est la marraine de la première édition du festival « Dans Mon Hall »

#### Festival «Dans Mon Hall»
Le projet Dans Mon Hall, lancé en 2015 par la confédération syndicale des familles (CSF) et par l’équipe de production De l’Autre Côté du Périph’ (DACP) avec le parrainage du ministère de la Culture est une collection de courts métrages  dirigée par Laurence Lascary, membre du Collège de la diversité. ce projet est basé sur  la volonté de faire vivre les halls d’immeuble et de faire participer les habitants à l'art cinématographique. 
Ce projet a donné naissance au Festival Dans Mon Hall dont l'objectif est de proposer, puis de diffuser via une vraie création artistique en ne tenant plus compte des caricatures et des clichés, une image plus proche de la réalité des quartiers populaires de France et de leurs immeubles.
À l'occasion de la première édition de ce festival, organisée en mars 2016, à l'hôtel de ville de Paris, qu’a été diffusé l’ensemble des films de ce projet devenue une collection de films. La participation des habitants a été récompensée par un jury de professionnels du cinéma et des membres du comité d'organisation, présidé par Euzhan Palcy.

#### Films
De nombreux films peuvent présenter des scènes, généralement furtives, présentant des halls d'immeubles. D'autres films peuvent présenter des scènes plus longues et qui s'inscrivent dans le scénario. Dans le film Une époque formidable…, sorti en 1991, le personnage de Michel Berthier interprété par Gérard Jugnot (également réalisateur du film) se réfugie dans un hall d'immeuble, la nuit, alors qu'il est devenu un SDF.
Une partie du film d'horreur espagnol [•REC], réalisé par Paco Plaza et Jaume Balagueró, sorti en 2007 se déroule dans un hall et les parties communes d'un immeuble privé situé dans la ville de Barcelone. Dans le film français Le Hérisson, réalisé par Mona Achache, en 2008 qui narre la vie d'une concierge d'immeuble, de nombreux plans présentent le hall d'un immeuble du 16e arrondissement de Paris, mais reconstitué en studio.

### À la télévision
La série télévisée humoristique française quotidienne créée en 2012, Nos chers voisins, diffusée sur TF1, puis sur TMC, retrace la vie et les relations de voisinage des habitants d'un immeuble situé au 28, rue de la source. Ces « chers voisins » se croisent sur le palier, la cour, l'ascenseur et bien évidemment le hall d'entrée et ses boites aux lettres, lieu à l'origine de quelques sketchs de la série, très populaire.